# Andrej Lukošík
Andrej Lukošík, češkoslovaški rokometaš, * 5. oktober 1947, Levoča.
Leta 1972 je na poletnih olimpijskih igrah v Münchnu v sestavi češkoslovaške rokometne reprezentance osvojil srebrno olimpijsko medaljo.